# Enchanter
Enchanter is een computerspel dat werd ontwikkeld en uitgegeven door Infocom. Het spel werd geprogrammeerd door Marc Blank en Dave Lebling. Het is het eerste fantasiespel dat door Infocom werd gepubliceerd na de Zork trilogie. Het was het negende spel dat werd uitgegeven door dit bedrijf. Het spel is van het type Interactieve fictie en kwam in 1983 uit voor verschillende homecomputers.

## Spel
De speler moet de wereld redden van de krachtige, boze tovenaar Krill, die chaos en destructie zaait. Geen van de leden van de Circle of Enchanters waren in staat hem te stoppen. Alle hoop is op de speler, een leerling Enchanter, die wordt afgevaardigd met slechts een paar spreuken in zijn spreukenboek. Tijdens het spel kunnen krachtigere spreuken gevonden worden die zijn verborgen op verschillende locaties. Zodra de speler krachtiger wordt en meer een bedreiging gaat vormen, grijpt de tovenaar in.

## Platforms
| jaar | platform                                                    |
| ---- | ----------------------------------------------------------- |
| 1983 | Apple II, Atari 8-bit, Commodore 64, DOS, PC Booter, TRS-80 |
| 1984 | Macintosh, TRS-80 CoCo                                      |
| 1985 | Atari ST                                                    |
| 1986 | Amiga, Amstrad CPC                                          |

## Ontvangst
| Beoordeeld door          | Platform | Datum           | Score |
| ------------------------ | -------- | --------------- | ----- |
| Techtite                 | Apple II | 2000            | 100%  |
| Adventure Classic Gaming | DOS      | 24 juli 1998    | 80%   |
| SPAG                     | DOS      | 11 oktober 1998 | 73%   |
| Tilt                     | Atari ST | maart 1987      | 70%   |

## Trivia
- De parser van het spel herkende 700 woorden, waarmee het spel een van de meest geavanceerde interactieve tekstadventures was in zijn tijd.